# Cephonodes rufescens
Cephonodes rufescens es una polilla de la familia Sphingidae que vuela en Madagascar, Islas Comoras y Mayotte.
El lado superior de la cabeza, tórax y base de las alas es de color marrón. El abdomen es rojizo mezclado con marrón.